# Arte erotica a Pompei e Ercolano

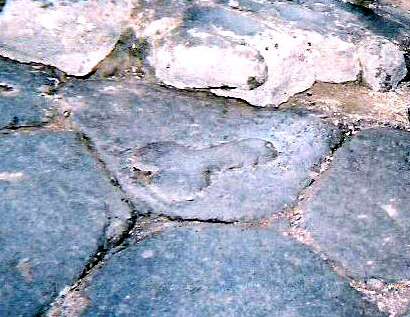
Fascinus sull'acciottolato di Pompei, indica la direzione da prendere per raggiungere il lupanare

L'arte erotica a Pompei Ercolano è stata rinvenuta a seguito di una lunga serie di scavi archeologici iniziati nel XVIII secolo, svoltisi in particolare attorno alle antiche città di Pompei ed Ercolano affacciate sul golfo di Napoli. Il sito è risultato esser pieno di arte erotica, sia in forma di affreschi che di sculture ed oggettistica il cui simbolismo fallico veniva accentuato con evidenza.
Tutti questi reperti sono stati considerati dai loro scopritori come eminentemente pornografici, pertanto immediatamente occultati alla vista tramite teloni o rinchiusi in magazzini senza alcuna possibilità di accedervi da parte del pubblico, ma aperti solo su esplicita richiesta degli studiosi.
Anche molti cosiddetti articoli per la casa o comunque di uso domestico, tra quelli recuperati, avevano chiari temi sessuali; l'ubiquità intrinseca di tali immagini ed oggetti indica che le usanze e i costumi dell'antica cultura romana erano molto più liberali rispetto alla maggior parte delle culture dei nostri giorni, anche se occorre sottolineare che molto di quello che a noi potrebbe sembrare esclusivamente immaginario erotico - ad esempio i falli eretti di grandi dimensioni - con tutta probabilità erano simboli richiamanti alla fertilità della Natura in senso lato, oltre che talismani portafortuna e beneauguranti.
Lo shock culturale prodotto da tali scoperte ha portato, come detto, a far celare nuovamente la maggior parte dei reperti; ad esempio un affresco murale raffigurante Priapo, dio sessuale per eccellenza e col pene eccezionalmente dotato sia per dimensioni che per lunghezza, venne ricoperto con l'intonaco: quest'ultimo è venuto via soltanto nel 1998 a causa di una serie di abbondanti precipitazioni.
Nel 1819, quando il re Francesco I delle Due Sicilie visitò la mostra dedicata a Pompei presso il museo archeologico nazionale di Napoli in compagnia della moglie e della figlia, rimase talmente imbarazzato per le opere di contenuto così esplicitamente sessuale da decidere di far raccogliere tutto all'interno di stanze apposite (il Gabinetto Segreto), accessibile quindi solo "alle persone di età matura e comprovato rispetto nei confronti della moralità".
Questa situazione andò avanti per più di cento anni; l'"arte proibita" è stata per breve tempo resa accessibile nuovamente alla fine degli anni '60, ma è stata riaperta definitivamente alla visualizzazione del pubblico soltanto nel 2000: ai minori di 14 anni non è ancora permesso l'ingresso e la visita da soli del reparto museale, ma solo in presenza di un tutore o con autorizzazione scritta.

## Esempi famosi

### Falli
I tintinnabulum (campanelli eolici), sculture in bronzo rappresentanti animali o divinità (Pan, Priapo o altri) itifallici erano elementi alquanto comuni nella decorazione delle case; questi speciali "chimes" con grandi peni in erezione erano con tutta probabilità da intendere, più che in senso di aggressività sessuale, come simboli di fertilità e fortuna.

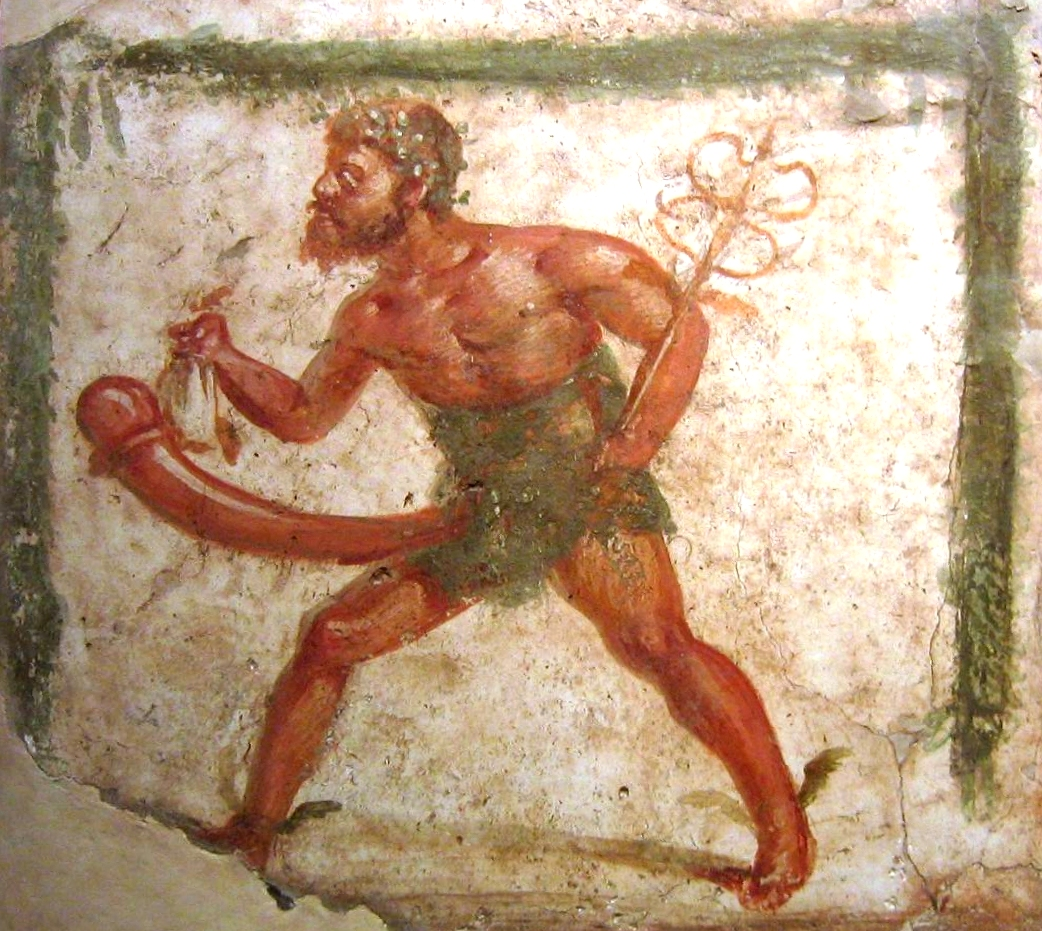
Murale di Mercurio (divinità)/Priapo esageratamente dotato, trovato sulla facciata di una bottega.
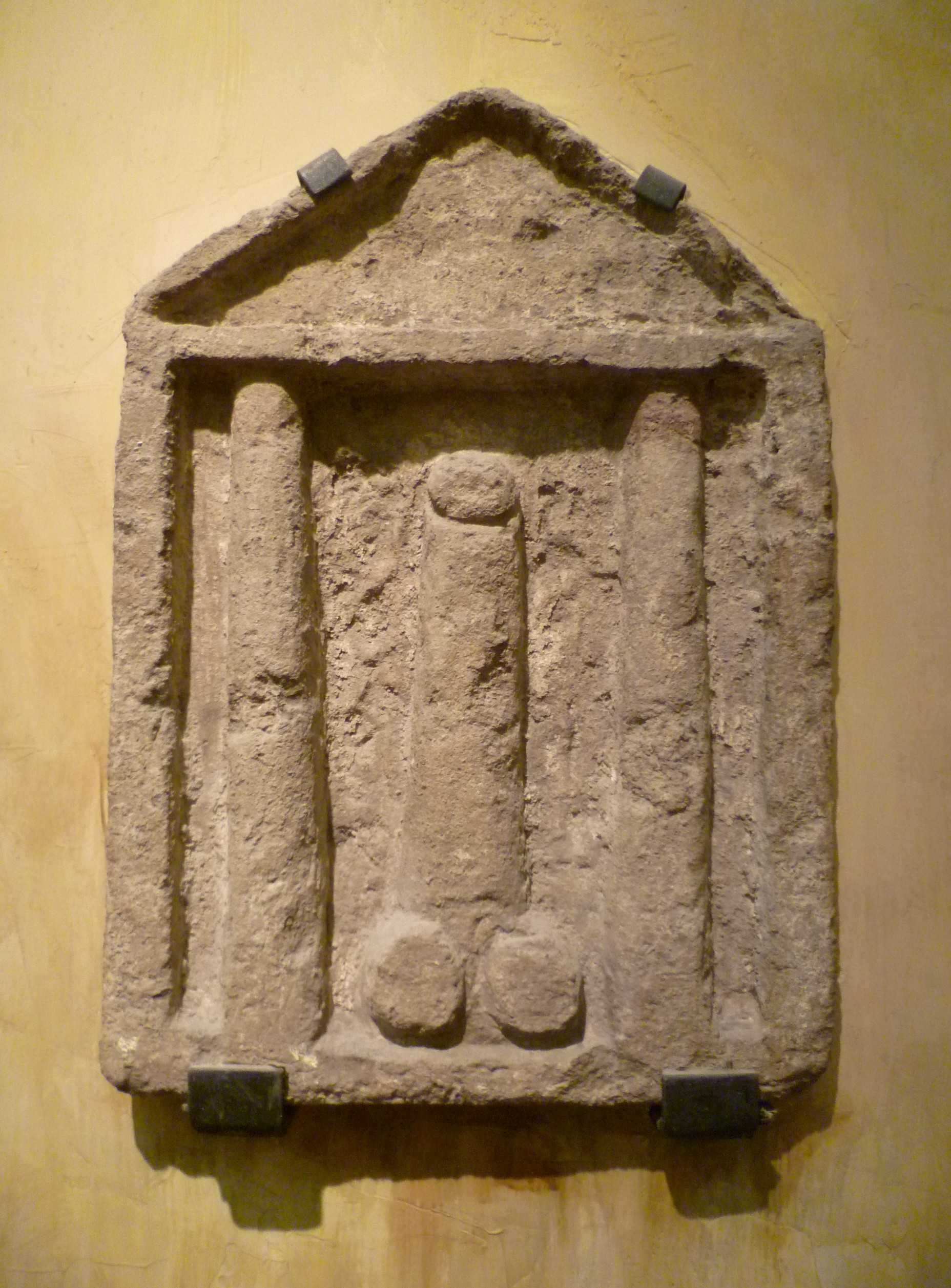
Rilievo fallico proveniente da Pompei, 1-50 d.C. circa
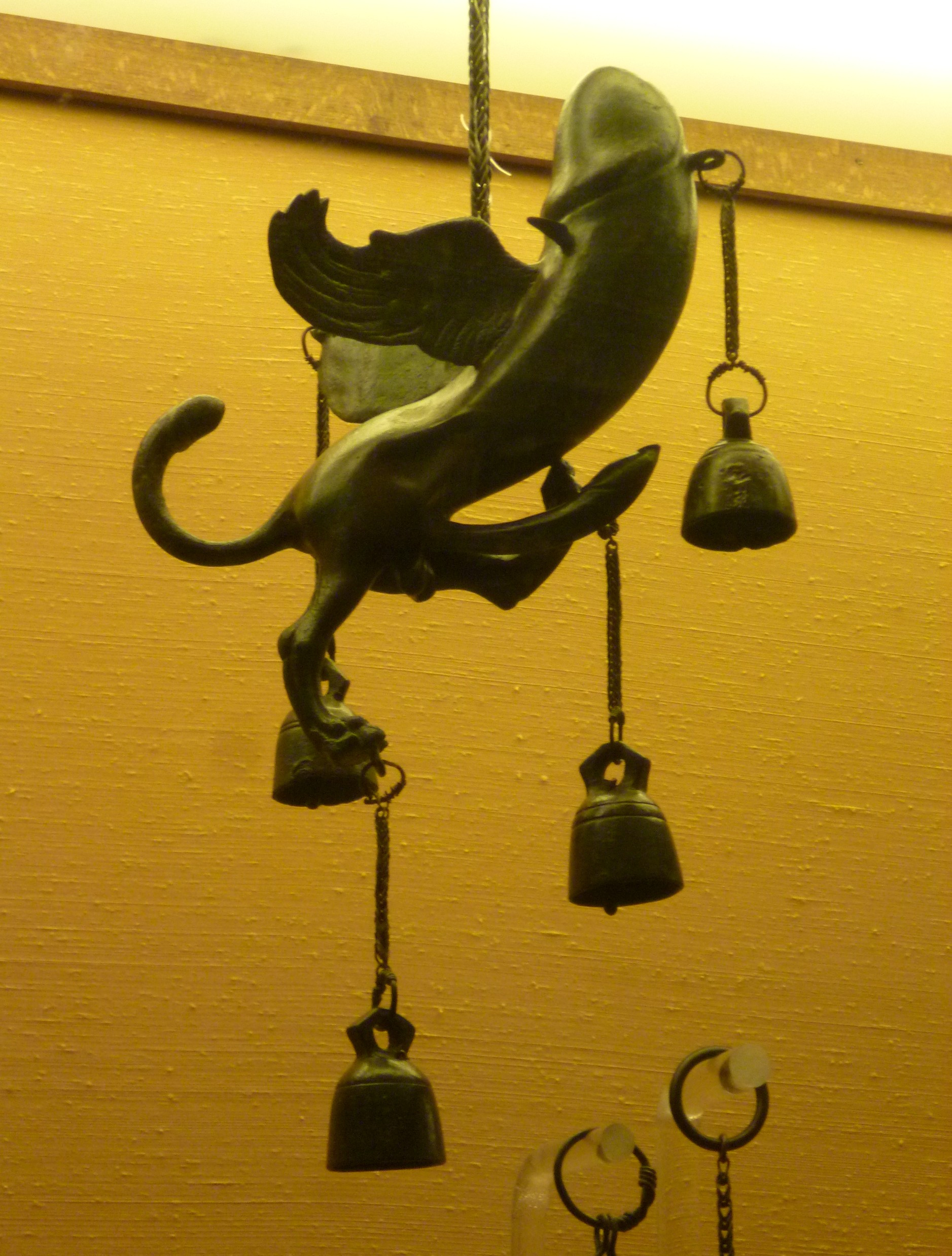
Amuleto di bronzo raffigurante un "fallo volante" (I secolo a.C.)

### Priapo
La storia dell'affresco murale di Priapo, rinvenuto, censurato e scoperto nuovamente dopo quasi due secoli di oblio, viene raccontata dallo studioso dell'università di Basilea Schefold.

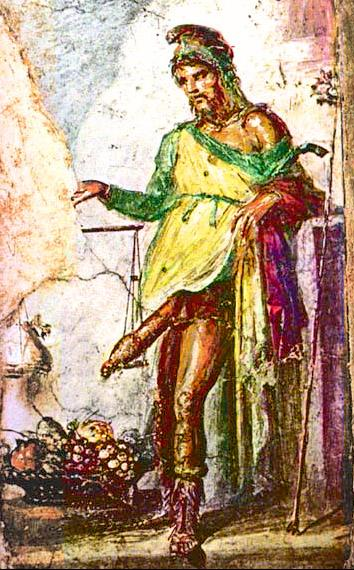
Il dio romano Mercurio, dio del commercio (indicato dalla borsa d'oro), fuso con il dio romano della fecondità (indicato dalla cesta di frutta), Priapo. Affresco dalla Casa dei Vettii, Pompei.
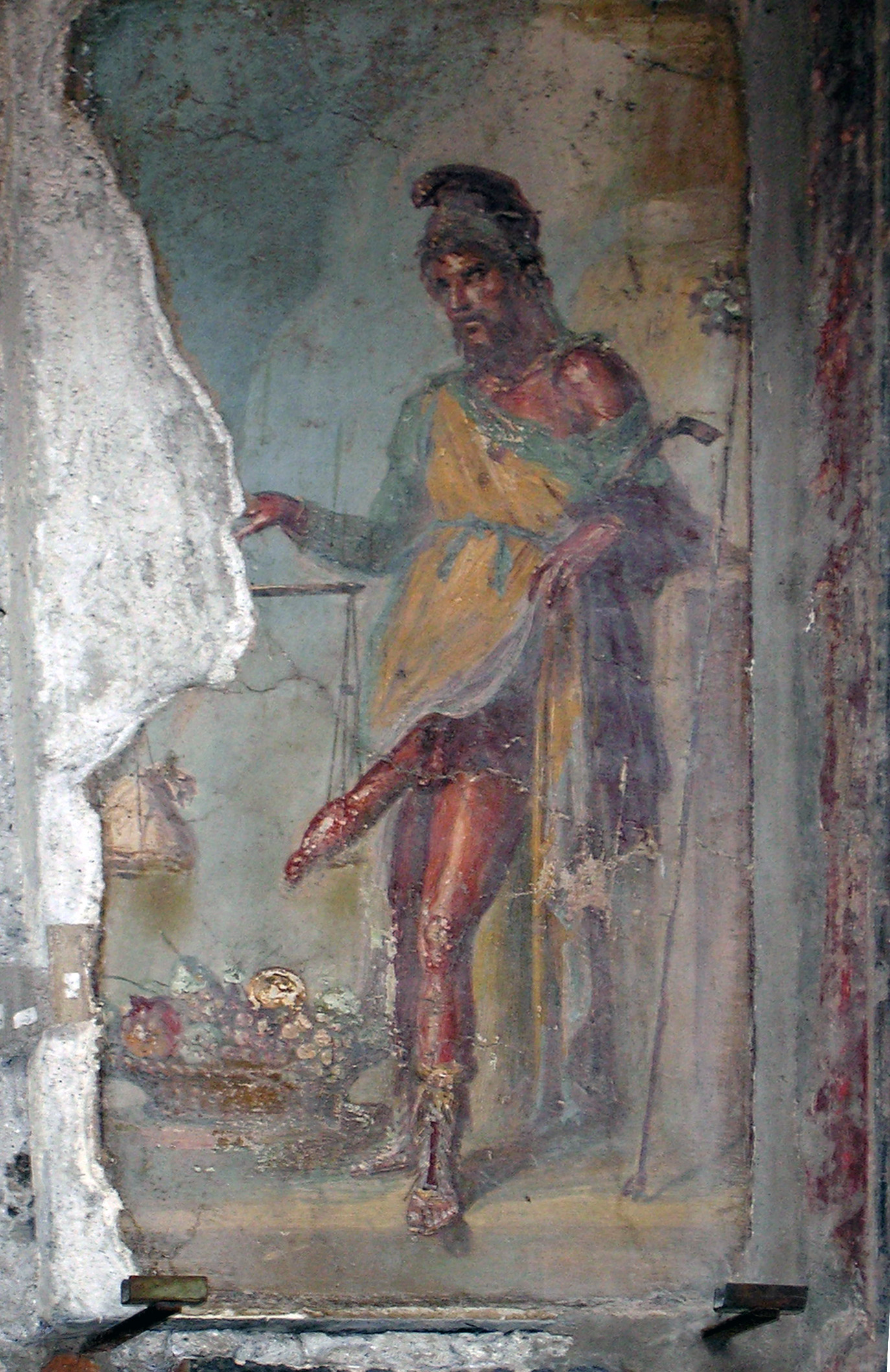
Lo stesso affresco così com'era originariamente, prima dell'opera di restauro.

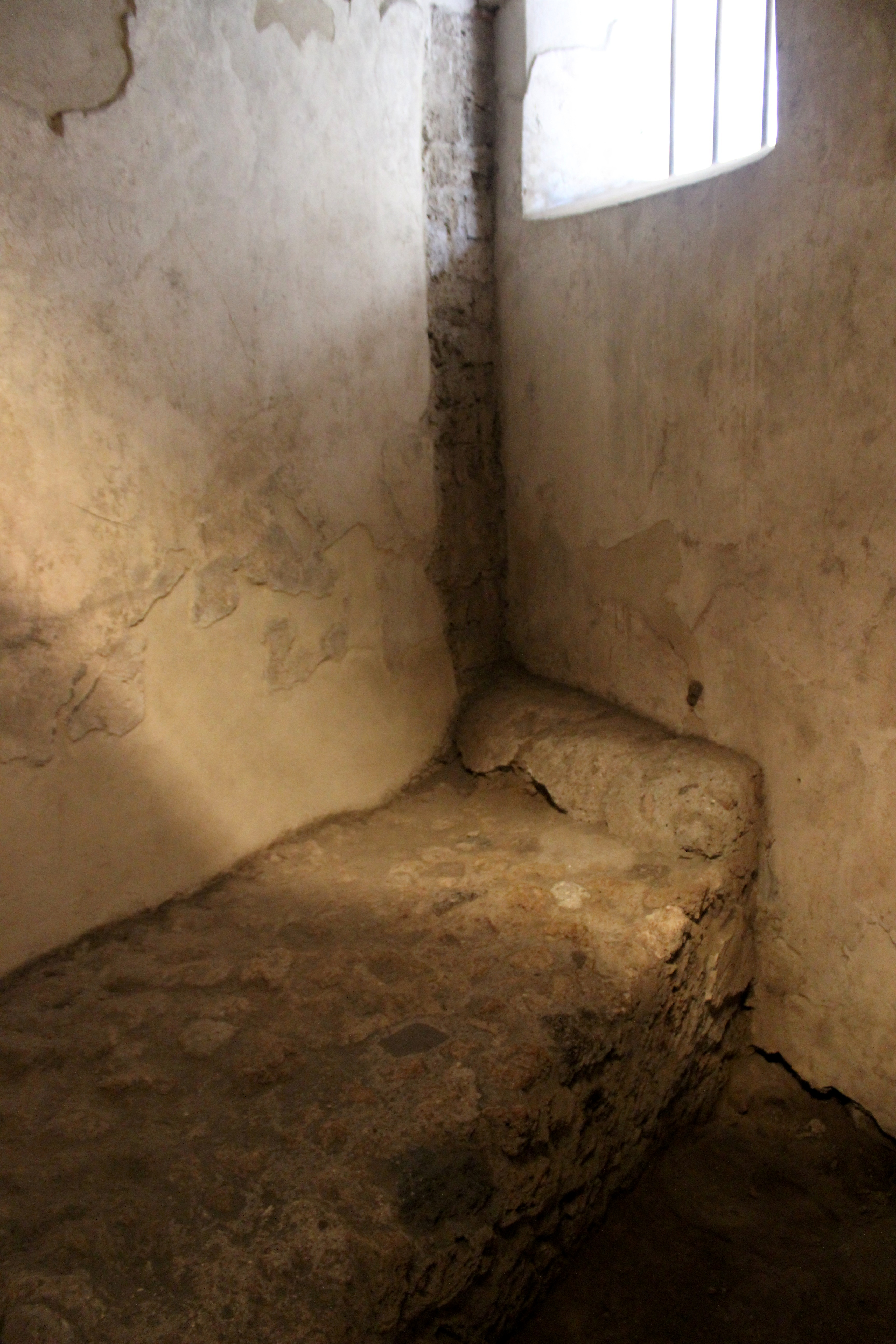
Letto in una delle camere del lupanare di Pompei.

### Bordelli
Non è ben chiaro se le immagini sulle pareti delle case in cui esercitava la prostituzione fossero una sorta di pubblicità sui servizi offerti dalle ragazze, o fossero semplicemente destinati ad aumentare il piacere e la tensione erotica nei visitatori e nei clienti maschi. Alcuni di questi dipinti ed affreschi sono divenuti immediatamente molto famosi, dopo il loro ritrovamento, proprio perché rappresentano scene erotiche esplicite raffiguranti una varietà di posizioni sessuali.

Uno degli edifici più interessanti a tal riguardo è proprio il lupanare di Pompei, con dipinti e graffiti indicanti rapporti sessuali praticamente in tutte le pareti interne. I dipinti erotici paiono rappresentare una visione abbastanza idealizzata della sessualità, in contrasto con la realtà più funzionale del lupanare; l'edificio aveva dieci camere o cubicoli, cinque per piano, un balcone e una latrina.

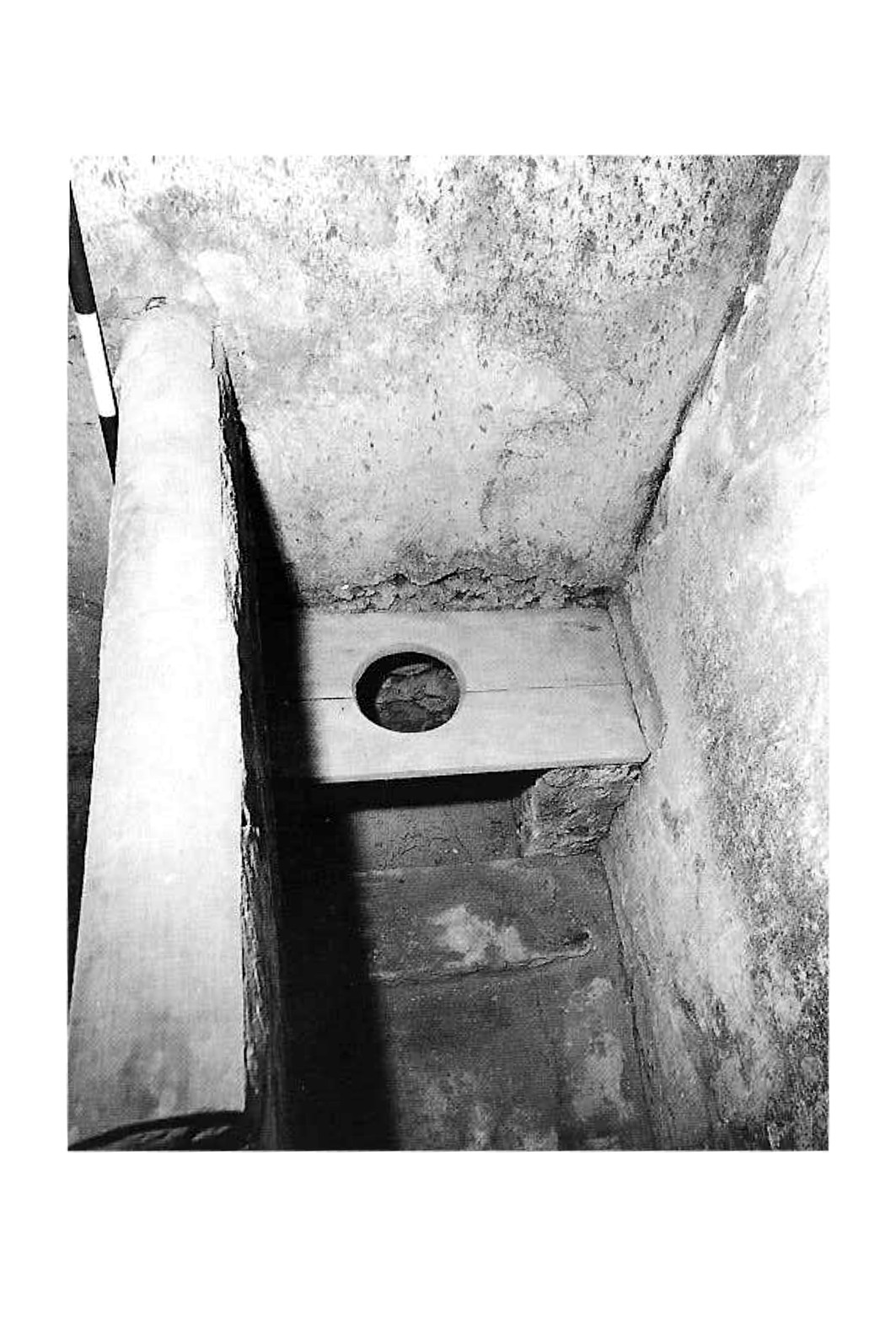
La latrina del lupanare.

Ma la città sembra esser stata orientata in generale ad una considerazione favorevole in ambito di materia sessuale: su una parete del tribunale civile, solitamente frequentato da molti turisti e viaggiatori romani dell'epoca, un graffito avvisava lo straniero che "se qualcuno fosse alla ricerca di qualche tenero amore in questa città, tenga presente che qui tutte le ragazze sono assai gentili".
Altre iscrizioni rivelano invece alcune informazioni aggiuntive riguardanti le parcelle richieste per i vari servizi sessuali offerti dalle prostitute, come ad esempio "Sabina-due assi" (Corpus Inscriptionum Latinarum-CIL IV 4150); nella cosiddetta casa degli schiavi abbiamo altresì anche varie indicazioni sui servizi offerti dai maschi: "Logas per otto assi" (CIL IV 5203), ma anche "Maritimus lecca la tua vulva per quattro assi-Egli è pronto a servire vergini pure" (CIL IV 8940).
Gli importi richiesti variavano solitamente da uno a due assi, ma potevano giungere anche fino a diversi sesterzi, evidentemente per i servizi più raffinati e rivolti alla clientela benestante; nella fascia di prezzo più basso un rapporto sessuale consumato con una prostituta era costoso all'incirca come comprare una pagnotta di pane dal fornaio.
La prostituzione nell'antica Roma era relativamente poco costosa per il cittadino maschio, ma è importante notare che anche una prostituta a basso prezzo poteva arrivare a guadagnare tre volte il salario di un operaio urbano non qualificato; è tuttavia improbabile che una donna liberata (vedi liberto) potesse abbracciar la professione nella speranza di arricchirsi in quanto la maggior parte delle donne coinvolte erano schiave con necessità di un alto tenore di vita, quindi con notevoli spese, ciò richiesto per cercar di mantenere il più possibile un aspetto giovanile e buona salute.
La prostituzione era prevalentemente una creazione urbana; all'interno del bordello le ragazze lavoravano in una piccola stanza personalizzata di solito con un ingresso costituito da un tendaggio a mo' di porta; sopra lo stipite veniva a volte collocato il nome e il prezzo della donna. I servizi venivano sempre pagati con denaro contante.
Alcuni tra gli esempi di graffiti (in totale 134) ritrovati all'interno del lupanare ci sono: "hic ego puellas multas futui" (qui ho fottuto tante fanciulle) e "Felix bene futuis" (Felice, ben scopata).

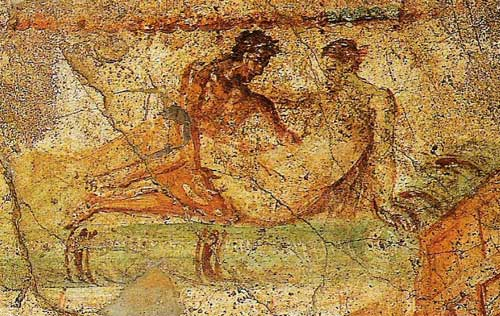
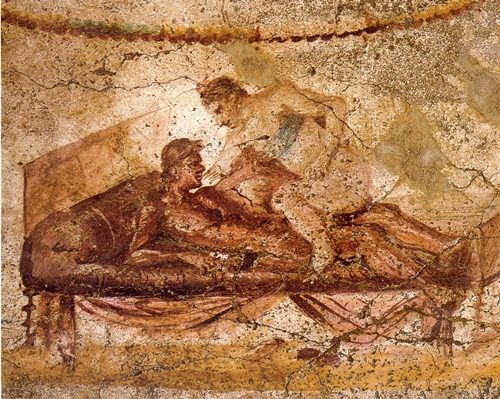
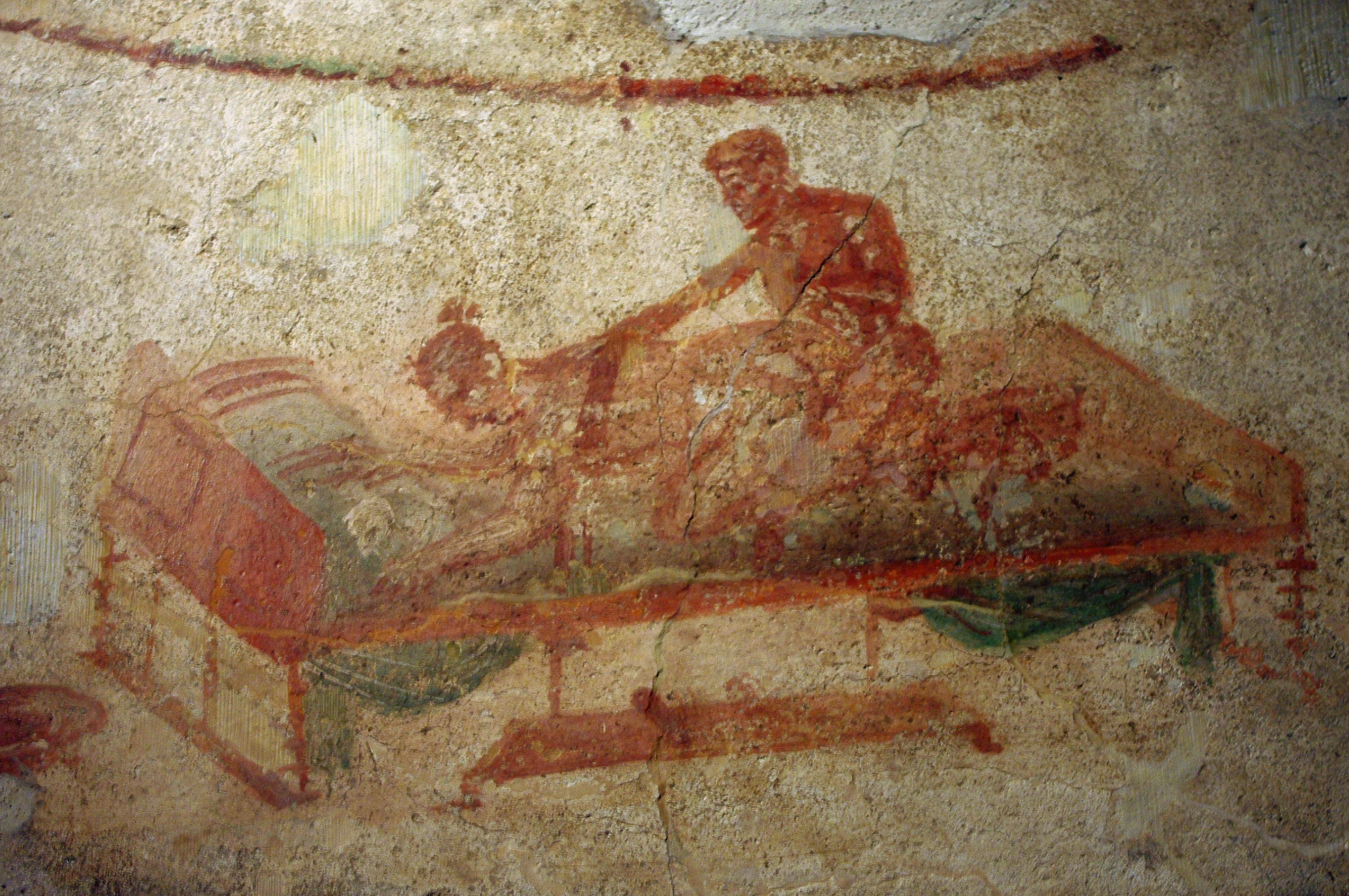
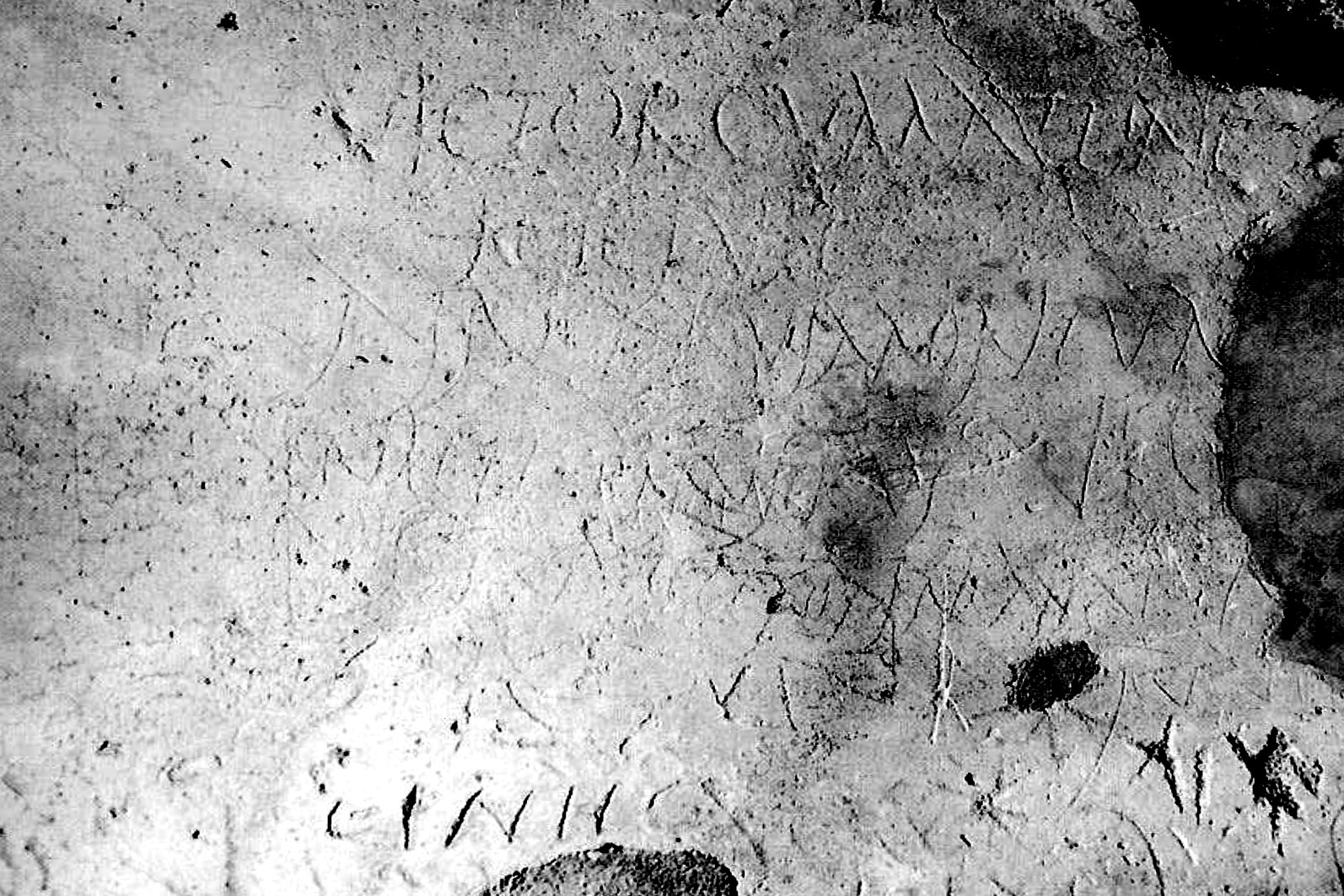
Esempio di iscrizione trovata all'interno del lupanare di Pompei.

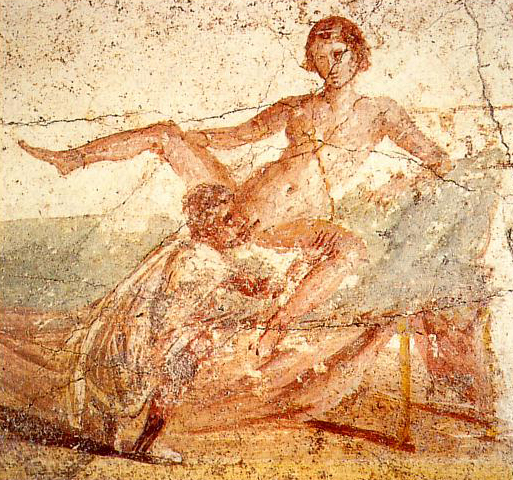
Scena erotica delle terme raffigurante un cunnilingus.

### Terme suburbane
Sono stati rinvenuti affreschi erotici anche all'interno degli stabilimenti balneari pubblici, ossia le terme suburbane situate vicino alla "porta marina".
Queste immagini sono state trovate in uno spogliatoio ad uno dei lati delle Terme, durante gli scavi effettuati nei primi anni '90. La funzione di tali immagini non è ancora ben chiara: alcuni autori dicono che essi indicano che i servizi delle prostitute erano disponibili al piano superiore dello stabilimento balneare e potrebbe forse essere una sorta di pubblicità, mentre altri preferiscono l'ipotesi che il loro unico scopo era quello di decorare le pareti con scene gioiose e allegre e null'altro. La teoria più ampiamente accettata, quella dell'archeologa italiana Luciana Jacobelli (dell'università del Molise), è che servivano come promemoria per indicare il luogo dove si erano lasciati i propri abiti.

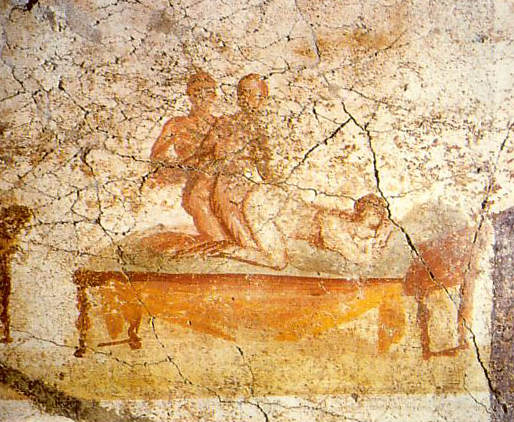
Un threesome (terzetto) uomo-uomo-donna.

### Venere sulla conchiglia
Il murale della Venere Anadiomene di Pompei, che mostra la dea nuda adagiata su una conchiglia e con due eroti che le fanno aria, potrebbe essere stato una copia romana del famoso dipinto di Apelle menzionato da Luciano di Samosata.

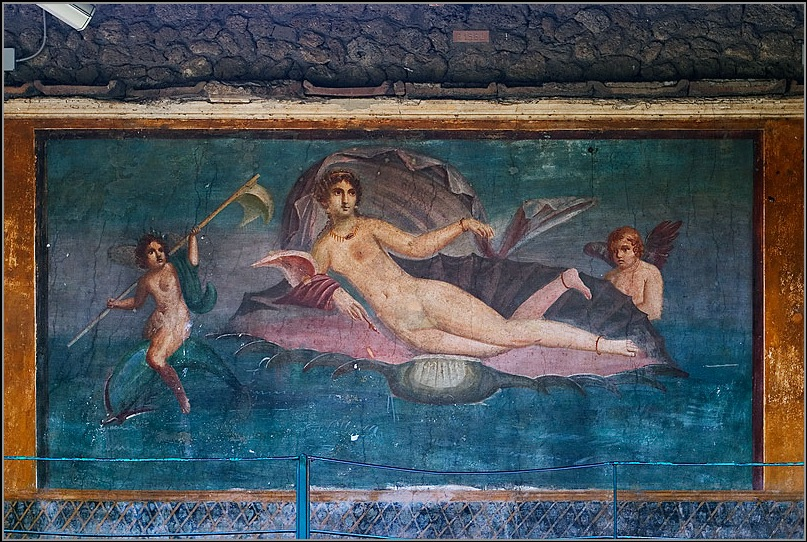
Rinvenuto nel 1960, si suppone che questo affresco potrebbe essere la copia romana del famoso ritratto di Campaspe, amante di Alessandro Magno.
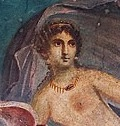
Particolare del volto.